# Elísa Viðarsdóttir

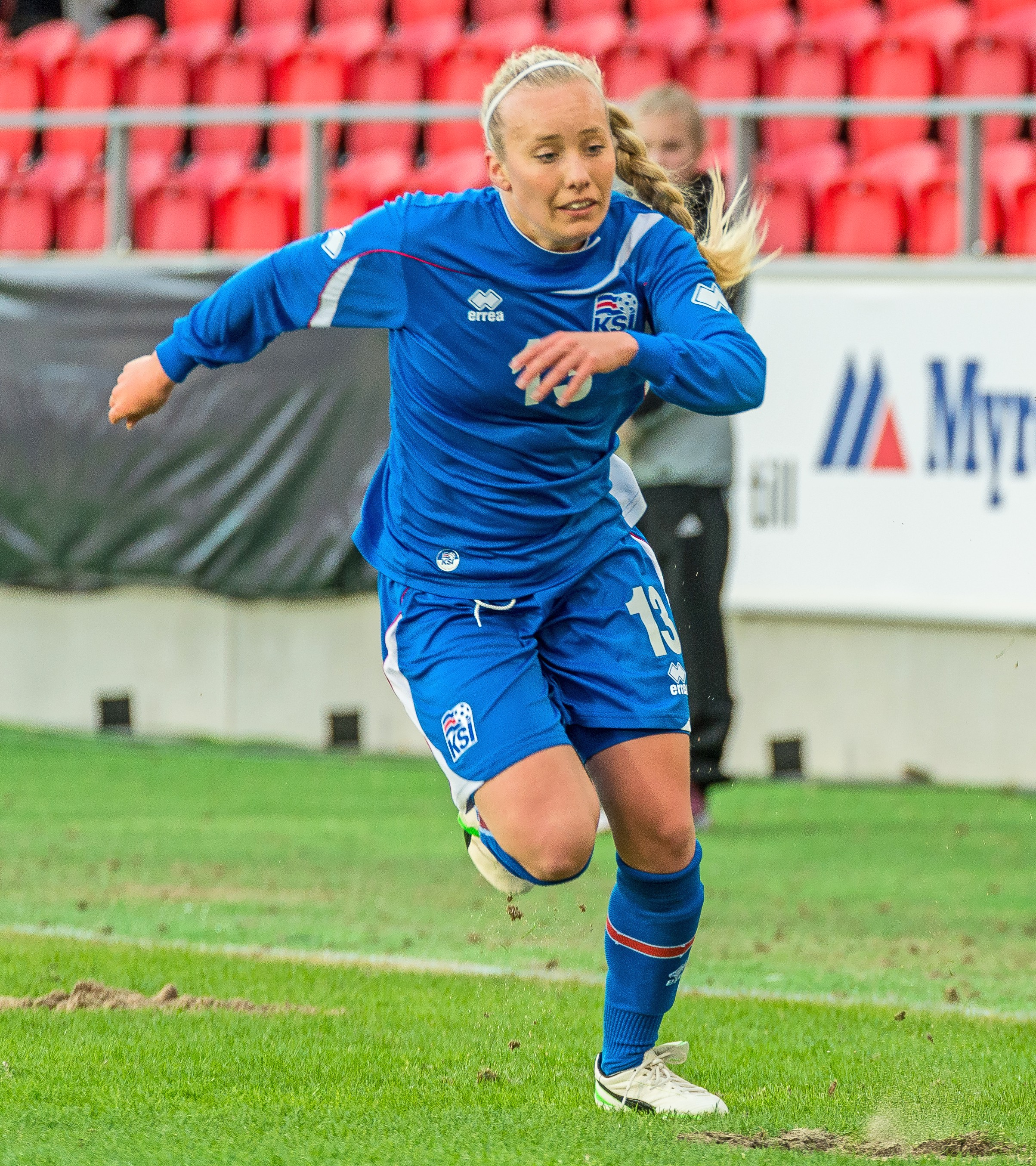
Elísa Viðarsdóttir

Elísa Viðarsdóttir, född den 27 maj 1991 i Västmannaöarna, är en isländsk fotbollsspelare (försvarare) som för närvarande representerar klubben Kristianstads DFF.
Hon har gjort 29 matcher i Damallsvenskan för Kristianstads DFF. Hennes moderklubb är IBV Vestmannaeyjar.
Viðarsdóttir var en del av den trupp som representerade Island under EM i Sverige år 2013.